# Edmonia Henderson
Edmonia Henderson, (Jefferson megye, 1900 – Louisville, 1947. február 17.) amerikai klasszikus bluesénekesnő. Evangélista. 1924 és 1926 között legalább 14 dalt vett fel. Jelly Roll Morton, Tommy Ladnier, Lovie Austin, Eddie Heywood vagy Johnny Dodds kíséretével énekelt.

## Pályafutása
Egyes források szerint Henderson Jennie Katherine Edmonia Henderson néven született Jefferson megyében, Kentucky államban (a ma Louisville), 1900-ban. Bob Eagle és Eric LeBlanc kutatók azonban azt állítják, hogy Edmonia Kath Landen néven született Tennessee államban, 1898. december 25-én.
Henderson vaudeville-ben is szerepelt. Szólóelőadóként és Joe Clark's Revue tagjaként is fellépett a Theater Owners Booking Association turnéján, többek között Baltimore-ban, Chicagóban és Nashville-ben. 1925-ben fellépett a Radio Girls-ben, egy másik vaudeville-revüben, amelyben − Bessie Williams, Mamie Jefferson és Baby Badge is közreműködött.
Henderson első lemeze 1924-ben készült. A „Dead Man Blues” című dalt 1926-ban vette fel, a amelyhez a szerző, Jelly Roll Morton zongorázott. 1927-ben az egyik lemezét az Egyesült Királyságban a brit Oriole lemezkiadó adta ki a Race Series részeként. A pakk Rosa Henderson és Viola McCoy felvételeit is tartalmazta.
1928-tól a Griffith Conservatory of Music in Louisville-ben tanított és gospel koncerteket adott. 1932-ben féjhez ment ment és Edmonia Buckner tiszteletes lett.
Henderson munkái számos válogatásalbumon szerepelnek, többek között a The Rise and Fall of Paramount Records-on 1917–1927, Volume 1 (2013) címűn. 1947. február 17-én halt meg Louisville-ben.

## Lemezek
- https://adp.library.ucsb.edu/index.php/mastertalent/detail/100882/Henderson_Edmonia
- https://www.allmusic.com/artist/mn0002560254#songs
- https://genius.com/artists/Edmonia-henderson
- https://honkingduck.com/discography/artist/edmonia_henderson